# Onas (volcan)
Pour les articles homonymes, voir Onas.
L'Onas est un stratovolcan d'Argentine, considéré comme éteint. Il est situé dans la province de Catamarca. Il fait partie du groupe de volcans argentins constituant le massif de l'Antofalla, et se trouve au nord-ouest de ce dernier, tout proche de l'Ojo de Antofalla.
Il se dresse très proche, à sept kilomètres environ à l'est de l'Ojo de Antofalla. Il est légèrement supérieur en altitude à ce dernier, ce qui est normal dans la mesure où l'Ojo de Antofalla s'est partiellement effondré.
Le volcan Onas est situé à plus ou moins 20 kilomètres au nord-ouest du cratère du volcan Antofalla, et à une quinzaine de kilomètres au nord du volcan Lila.
D'autres sommets sont proches également de l'Ojo de Antofalla. On trouve à une bonne vingtaine de kilomètres au nord-ouest, l'Abra Grande, ainsi que le Pajonal voisin. De l'autre côté il est distant du Conito de Antofalla de 20 kilomètres, en direction de l'est-sud-est.